# Distrito de Raroña oriental
El distrito de Raroña Oriental (en alemán Bezirk Östlich Raron, en francés district de Rarogne oriental) es uno de los catorce distritos del cantón del Valais, Suiza, situado al este del cantón. La capital distrital es la comuna de Mörel-Filet.

## Geografía
El distrito se encuentra en la región del Alto Valais (Oberwallis/Haut-Valais), la cual es de población mayoritariamente suizo-alemana. El distrito limita al noreste con el distrito de Goms, al sudeste con la Provincia de Verbano Cusio Ossola (ITA), y al oeste con el distrito de Brig.

## Comunas
| Distrito de Raroña Oriental | Distrito de Raroña Oriental | Distrito de Raroña Oriental |
| Comunas                     | Población (31.12.2008)      | Superficie km²              |
| --------------------------- | --------------------------- | --------------------------- |
| Bettmeralp 3                | 440                         | 29,36                       |
| Bister                      | 27                          | 5,8                         |
| Bitsch                      | 840                         | 4,1                         |
| Grengiols                   | 474                         | 58,5                        |
| Mörel-Filet2                | 674                         | 8,4                         |
| Riederalp1                  | 415                         | 21,0                        |
| Total (7)                   | 2847 (10 793)               | 127,2                       |

## Modificaciones
- 11 de noviembre de 2003: Fusión de las comunas de Goppisberg, Greich y Ried-Mörel en la nueva comuna de Riederalp.
- 21 de enero de 2009: Fusión de las comunas de Mörel y Filet en la nueva comuna de Mörel-Filet.
- 31 de enero de 2014: Fusión de las comunas de Betten y Martisberg en la nueva comuna de Bettmeralp.

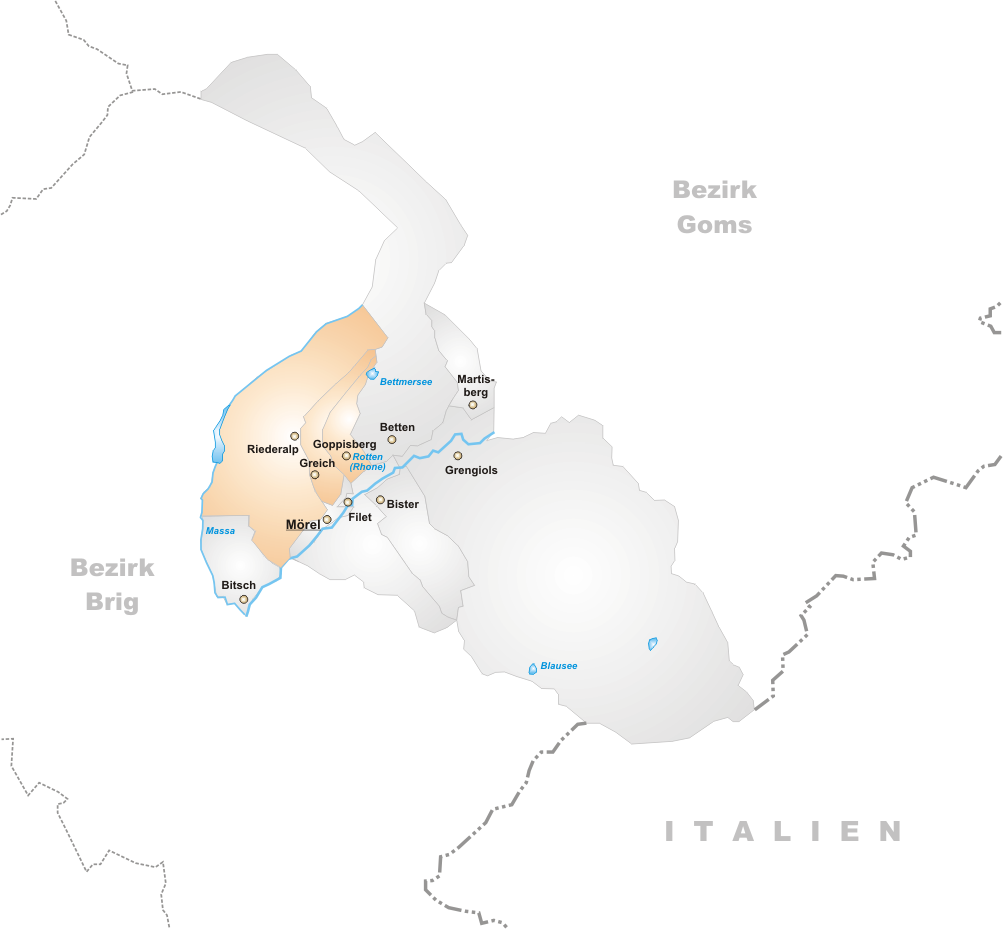
Comunas hasta 2003
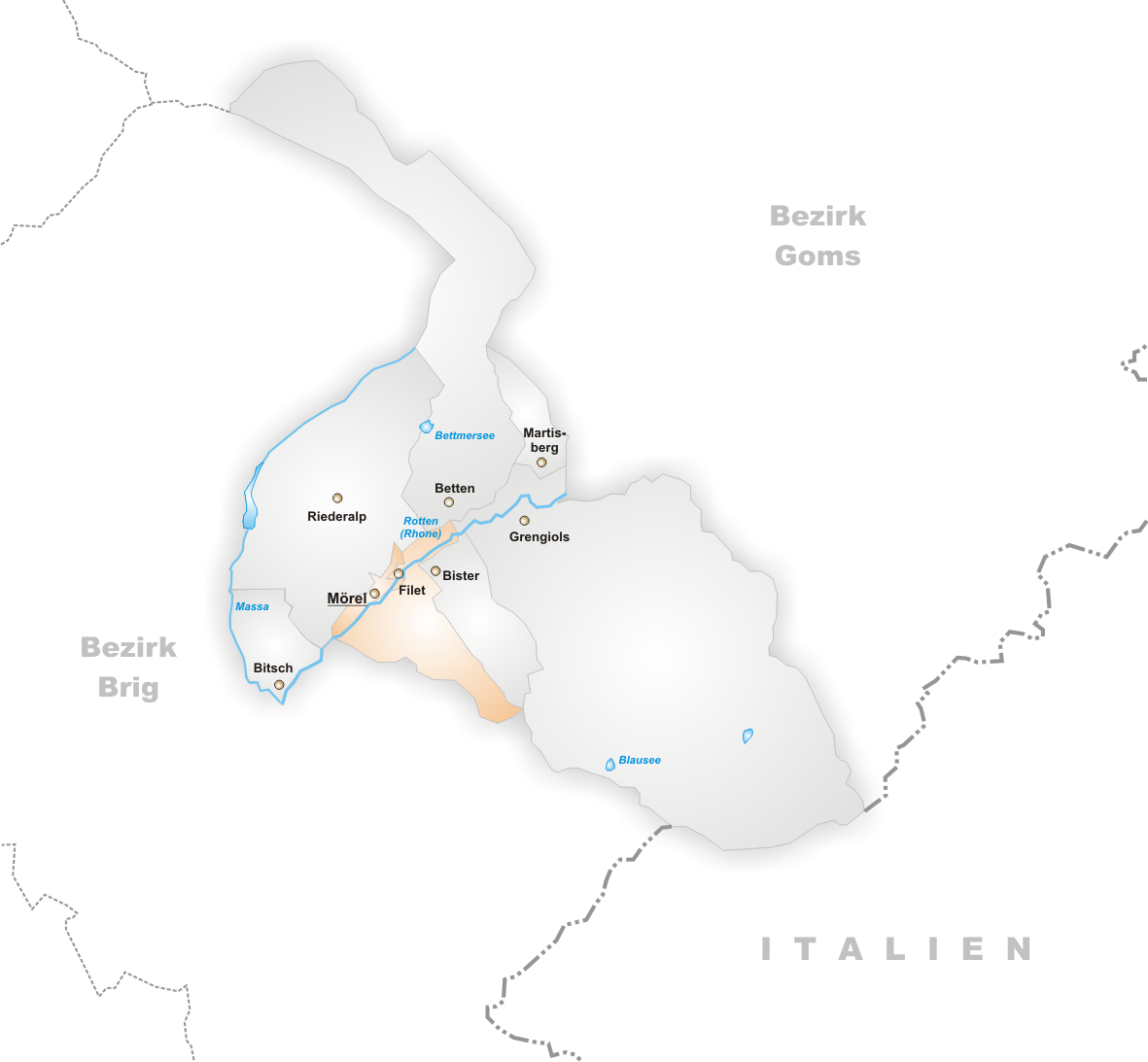
Comunas hasta 2008